# (303775) 2005 QU182
2005 كيو يو 182 (ويعرف أيضًا باسم (303775) 2005 كيو يو 182 وفق تسمية الكوكب الصغير) (بالإنجليزية: 2005 QU182) هو كويكب ضمن حزام الكويكبات؛ وترتيبه 303775 من حيث الاكتشاف.
اكتُشف هذا الجُرم الفلكي بواسطة مايكل براون في 30 أغسطس 2005.

## وصلات خارجية
- (303775) 2005 QU182 في قاعدة بيانات مختبر الدفع النفاث لأجرام النظام الشمسي الصغيرة

- الاكتشاف · مخطط المدار ·  العناصر المدارية · المعلمات المادية

- (303775) 2005 QU182 على موقع ويكي سكاي: DSS2, SDSS, GALEX, IRAS, Hydrogen α, X-Ray, Astrophoto, Sky Map, Articles and images